# Жанасу (Шал-акина район)
Жанасу́ (каз. Жаңасу) — село у складі району Шал-акина Північноказахстанської області Казахстану. Входить до складу Новопокровського сільського округу, раніше було центром ліквідованої Єнбецької сільської ради.
Населення — 127 осіб (2021; 231 у 2009, 430 у 1999, 543 у 1989).
Національний склад станом на 1989 рік:
- казахи — 100 %.